# NGC 4914
NGC 4914 (другие обозначения — UGC 8125, MCG 6-29-14, ZWG 189.13, PGC 44807) — эллиптическая галактика (E), согласно морфологической классификации галактик Хаббла и де Вокулёра, в созвездии Гончие Псы.
Этот объект входит в число перечисленных в оригинальной редакции «Нового общего каталога».
Галактика NGC 4914 была открыта немецко — британским астрономом Уильямом Гершелем в 1787 году.

## Наблюдение
NGC 4914 расположена к северу от небесного экватора и поэтому ее можно наблюдать в северном полушарии.
Учитывая звездную величину — 12,7 NGC 4914 можно увидеть в телескоп с апертурой 10 дюймов (250 мм) или более.

## Группа галактик
В том же районе неба наблюдаются галактики: элептическая NGC 4893 и компактные  IC 4027, IC 4077.
Сама галактика NGC 4914 вместе с галактиками NGC 4846 и NGC 4868 составляет группу галактик. 